# Shannon Lucidová
Shannon Matilda Lucidová, rozená Wellsová (* 14. ledna 1943, Šanghaj, Čína), je americká astronautka z letů raketoplány STS. V tisku je často prezentována pod jménem Shannon Wells Lucid(ová).

## Život

### Mládí a výcvik
Po střední škole (High School, Bethany, NY) v roce 1960 pokračovala ve studiu na univerzitě v Oklahomě (University of Oklahoma) kde se stala roku 1963 inženýrkou chemie. Pak zde pokračovala ve studiu a zároveň pracovala jako odborná asistentka, v roce 1970 získala magisterský titul a roku 1973 doktora biochemie. V letech 1964–1967 pracovala ve stejném městě na Oklahoma Medical Research Foundation. Vdala se a má tři děti. Do týmu astronautů byla vybrána jako specialistka v roce 1978..

### Lety do vesmíru
Poprvé vzlétla Shannon Lucidová, osmá žena a 170. člověk ve vesmíru, na orbitální dráhu v červnu 1985 na palubě raketoplánu Discovery. Velitelem mise STS-51-G byl Daniel Brandenstein, dalšími členy týmu John Creighton, Steven Nagel, John Fabian , Francouz Patrick Baudry a princ Sultán bin Salmán. Krátce po startu z Floridy, mysu Canaveral vypustili na oběžné dráhy družice Spartan 1, Morelos 1A, Arabsat 1B a Telstar 3D a uskutečnili pokusy s laserem pro připravované Hvězdné války. Přistáli po sedmi letových dnech v Kalifornii na Edwardsově letecká základně.
Druhý let s označením mise STS-34 následoval až po čtyřech letech. Raketoplán Atlantis odstartoval z rampy 39B Kennedyho vesmírného střediska na Floridě, mysu Canaveral. Na palubě vyvezl do kosmu sondu Galileo, která později provedla průzkum Jupiteru. Posádku raketoplánu tvořila pětice Donald Williams, Michael McCulley, Shannon Lucidová, Ellen Bakerová a Franklin Chang-Diaz. Přistáli na základně Edwards po čtyřech dnech letu.
V srpnu 1991 letěla potřetí a opět na Atlantisu. Mise STS-43 byla osmidenní se startem na Floridě, posádku tvořili John Blaha, Michael Baker, Shannon Lucidová, George Low a James Adamson. Splnili hlavní úkol vypuštěním družice TDRS-E, pak se věnovali řadě dalších drobnějších úkolů a experimentů, uspořádali tiskovou besedu, komentovali hořící ropná pole v Kuvajtu a přistáli bez komplikací na základně Edwards.
Svůj čtvrtý let absolvovala v misi STS-58 na podzim roku 1993. Byla na palubě raketoplánu Columbia, jejíž posádku tvořili John Blaha, Richard Searfoss, Margaret Seddonová, William McArthur, David Wolf, Shannon Lucidová a Martin Fettman. Na palubě sebou vyvezli 48 pokusných hlodavců, celý program byl věnován biologickým zkoumáním lidí i krys při zátěži a pokusech ve vesmíru. I tato výprava přistála na základně Edwards s velkou kulisou přihlížejících diváků.

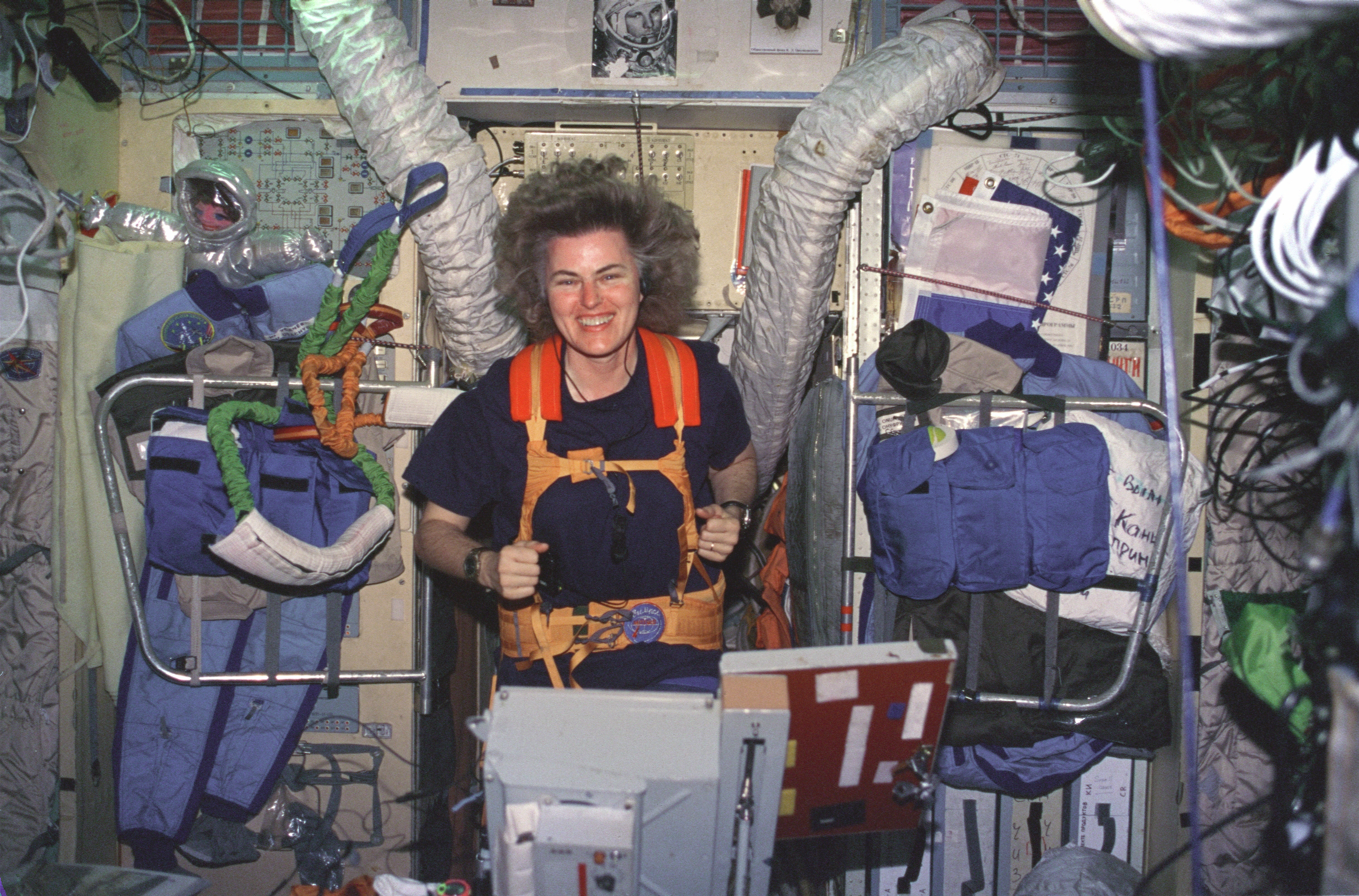
Shannon Lucidová na vesmírné stanici Mir

Při posledním pátém letu bylo Shannon již 53 let, byla to tedy kosmická veteránka věkem i počtem letů. Jednalo se o misi STS-76 na palubě Atlantisu, jejímž cílem bylo napojit se na ruskou orbitální stanici Mir. V posádce při startu z Floridy byli Kevin Chilton, Richard Searfoss, Ronald Sega, Michael Clifford, Linda Godwinová a Shanon Lucidová. Na palubě měli sebou přetlakový modul Spacehab. Na oběžné dráze se spojili s Mirem, přeložili na něj zásoby potravin a zanechali zde Shannon, která se tím stala členem 21. základní osádky Miru. Raketoplán Atlantis odletěl se zbytkem posádky zpět na Zemi, Shannon na Miru zůstala téměř půl roku. Zpět se vrátila s posádkou STS-79.
- STS-51-G Discovery (17. června 1985 – 24. června 1985)
- STS-34 Atlantis (18. října 1989 – 23. října 1989)
- STS-43 Atlantis (2. srpna 1991 – 11. srpna 1991)
- STS-58 Columbia (18. října 1993 – 1. listopadu 1993)
- STS-76, STS-79 Atlantis (22. března 1996 – 26. září 1996)

Během svých pěti letů strávila ve vesmíru 223 dní.

### Po letech
Zůstala v NASA i po vyřazení z aktivní služby astronautky. Nejprve pracovala v Houstonu, v letech 2002–2003 ve Washingtonu a pak se vrátila opět do Houstonu, kde žije i se svým manželem Michaelem Lucidem.